# Congreso de los Estados Unidos
El Congreso de los Estados Unidos (en inglés: United States Congress) es el órgano legislativo bicameral del Gobierno federal de los Estados Unidos, formado por la Cámara de Representantes y el Senado. El Congreso se reúne en el Capitolio de los Estados Unidos en Washington D. C. Tanto los senadores como los representantes se eligen mediante el sufragio directo, aunque las vacantes en el Senado pueden cubrirse mediante el nombramiento de un gobernador. El Congreso tiene 535 miembros con derecho a voto: 100 senadores y 435 representantes. El vicepresidente de los Estados Unidos, tiene derecho a votar en el Senado solo cuando se presenta un caso de empate; la Cámara de Representantes tiene seis miembros sin derecho a voto, representando a los territorios no incorporados a la Unión y al Distrito de Columbia.
La Cámara de Representantes tiene 435 miembros que representan un distrito congresual al que sirven por un bienio. Los puestos se dividen en función de la población de cada estado. Actualmente, su número no se incrementa, aunque en los inicios, correspondía un representante por cada 30 000 personas.
En cambio, cada estado cuenta con dos Senadores, sin importar su población. Hay 100 senadores, que sirven al menos un sexenio; siendo renovados por tercios cada dos años. Tanto los representantes como los senadores son hoy en día elegidos por el pueblo, aunque en algunos estados el gobernador puede poner un sustituto en el caso de que el puesto de algún senador de su estado esté vacante.
El Artículo Primero de la Constitución de Estados Unidos pone todos los poderes legislativos del gobierno federal en el Congreso. Sus competencias están limitadas a aquellas enumeradas en la Constitución; el resto pertenecen a los estados, los otros dos poderes y el pueblo. Las competencias del Congreso incluyen la autoridad de regular comercio interestatal e internacional, elaborar leyes, establecer cortes federales inferiores a la Corte Suprema, mantener las Fuerzas Armadas y declarar la guerra. La Constitución incluye además una cláusula necesaria que le da al Congreso el poder de "hacer todas las leyes necesarias y propias para ejecutar poderes futuros" que se le llama Cláusula Elástica y le permite adaptarse a los tiempos cambiantes -como Energía Nuclear, Aviación, etc. Los propósitos generales que están demarcados en el Preámbulo también se han interpretado como una autorización de los Actos del Congreso.
El Senado es casi totalmente igual a la Cámara de Representantes en poder, y no es una "cámara de revisión" como las Cámaras altas de parlamentos bicamerales en otros países. Sin embargo, hay competencias exclusivas de cada cámara: solamente el Senado puede aprobar o rechazar a las personas designadas por el presidente para puestos en el poder ejecutivo y judicial. También puede ratificar tratados, mientras que las leyes relacionadas con los impuestos se deben originar en la Cámara al ser más representativa que el Senado.

## Historia
El Congreso de los Estados Unidos deriva del Primer Congreso Continental, una reunión de representantes de las colonias de Gran Bretaña en Norteamérica, en el otoño de 1774. El 4 de julio de 1776, el Segundo Congreso Continental declaró las Trece Colonias del este de la costa de Norteamérica (desde Georgia hasta Massachusetts del Norte o Maine), refiriéndose a sí mismos como "Los Estados Unidos de América". Bajo los Artículos de la Confederación, el Congreso era un órgano unicameral donde cada estado tenía igual representación, y en el cual cada estado podría poner vetos en casi todas las acciones. La falta de efectividad de este gobierno federal hizo que el Congreso convocara una Convención, que se celebró en 1787. Esta tenía como objeto revisar los Artículos de la Confederación, en donde se terminó escribiendo una nueva constitución.
James Madison quería un Congreso bicameral: una cámara elegida directamente por el pueblo, y otra, superior, elegida por la primera. Los estados más pequeños, sin embargo, querían un sistema unicameral con representación equitativa. Finalmente se llegó a un compromiso; la Cámara de Representantes proveería representación proporcional a la población, y el Senado representación equitativa. Para que el Senado mantuviera el poder estatal, las legislaturas estatales, en vez del pueblo, escogerían a los senadores.
La época posterior a la guerra Civil estuvo marcada por el dominio de los Republicanos en el Congreso. La Decimoséptima Enmienda (ratificada en 1913), cedía el derecho de escoger a los senadores al pueblo.
El inicio del siglo XX fue testigo del mayor liderazgo partidista tanto en la Cámara como en el Senado. En la Cámara de Representantes, el cargo de Presidente se hizo extremadamente poderoso. Los líderes del Senado, eran algo menos poderosos; los senadores aún retenían la mayoría de su influencia. En particular, los presidentes de comités permanecieron fuertes en ambas Cámaras hasta las reformas de 1970.
Durante la larga administración del presidente Franklin D. Roosevelt (1933-1945), el Partido Demócrata controló las dos cámaras del Congreso. Republicanos y Demócratas se alternaron en el control del Congreso durante la década siguiente. Sin embargo, tras ganar las elecciones de 1954, el Partido Demócrata fue el mayoritario en la Cámara y el Senado durante 40 años. Los Republicanos lograron obtener la mayoría en ambas cámaras en las elecciones de 1994, haciéndose efectiva a principios del 104.° Congreso en 1995. Tal mayoría duró hasta el 4 de enero de 2007, con la excepción del Senado en el período de 2001 a 2003.
El 4 de enero de 2007, Nancy Pelosi se convirtió en la primera mujer en ostentar la presidencia de la Cámara de Representantes, cargo que ocuparía hasta 2011 y nuevamente desde 2019. Pelosi anunció que no se postularía para portavoz al inicio del 118.° Congreso, pero que sí buscaría la reelección a su escaño en la cámara.

## Composición
La Cámara de Representantes se compone de 435 miembros que representan a los 50 estados. Los escaños se reparten entre los estados en función de su población, cada estado debe elegir al menos un cargo. Los representantes son elegidos por los votantes de su circunscripción, conocida como distrito congresual. Cada estado puede delimitar sus distritos, sujeto a ciertos requisitos legales; como por ejemplo, tener una población similar. Los representantes sirven en períodos de dos años o bienio.
El Senado se compone de 100 miembros, dos por cada estado, sin importar su población. Los senadores sirven por períodos de seis años, divididos entre sí por tercios (33 senadores cada dos años se someten a votación) para que el Senado se renueve parcialmente, y así, nunca esté en contienda todo el cuerpo legislativo. 

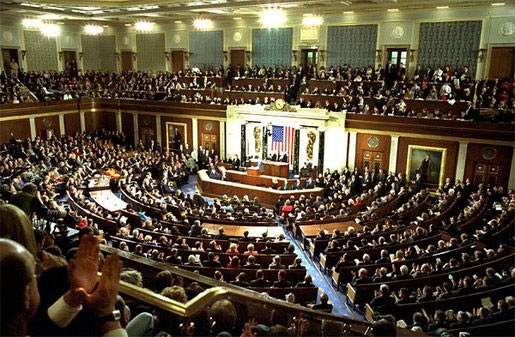
Los discursos del estado de la Unión requieren una sesión conjunta del Congreso.

El sistema electoral es el llamado Escrutinio mayoritario uninominal: cada miembro del Congreso es elegido en un distrito, que nombra a solo cargo (Representante o Senador), resultando elegido aquel candidato que obtenga más votos, sea o no más de la mitad de los votos válidos.
El Distrito de Columbia y los territorios de los Estados Unidos no están representados en el Senado, pues la Constitución no establece representación en el Congreso para sus habitantes. Para cambiar esto, se han intentado enmiendas, en especial en favor del Distrito de Columbia, todas fallidas. Actualmente el Distrito de Columbia y los territorios de Samoa Americana, Guam y las Islas Vírgenes Estadounidenses están representadas por un delegado; mientras el Estado Libre Asociado de Puerto Rico es representado por un Comisionado Residente elegido cada cuatro años. Los delegados y el Comisionado Residente pueden participar en los debates y votar en Comités, pero no tienen voto en los plenos de la Cámara. Los delegados sirven por dos bienios y el Comisionado Residente por un cuatrienio.
Generalmente, los partidos Demócrata y Republicano escogen a sus candidatos en elecciones primarias. Los procesos de elección para los partidos independientes varían de estado a estado. Las elecciones al Congreso son en años pares, y se celebran el martes siguiente al primer lunes de noviembre. Cuando se producen vacantes se celebran elecciones especiales y en el caso del Senado, el gobernador nombra a un senador, hasta que se celebren elecciones especiales.